# NullPointerException
NullPointerException（ナル・ポインター・エクセプション、ヌル・ポインター・エクセプション）は、プログラミング言語Javaにおける例外の一つである。

## 解説
null値（定義されていない値）の参照型変数を参照しようとした時に発生する。NullPointerExceptionは実行時例外と呼ばれるjava.lang.RuntimeException クラスのサブクラスであるため、try-catch節による例外処理を書かなくてもコンパイルエラーは発生しない。

## コード例
```
// NullPointerExceptionSample.java

public
 
class
 
NullPointerExceptionSample
 
{

    
public
 
static
 
void
 
main
(
String
[]
 
args
)
 
{

        
try
 
{

            
String
 
i
 
=
 
null
;

            
// ここで NullPointerException がスローされる。

            
i
.
toString
();
 

        
// ここで NullPointerException がキャッチされる。

        
}
 
catch
 
(
NullPointerException
 
e
)
 
{

            
e
.
printStackTrace
();

        
}

    
}

}

```

### 出力例
```
java.lang.NullPointerException
        at NullPointerExceptionSample.main(NullPointerExceptionSample.java:7)

```

## インターネットミームとして
5ちゃんねるなどのインターネット掲示板において、「ぬるぽ」（NullPointerExceptionの略）という書き込みに「ガッ」（顔を殴るアスキーアート）と返信するインターネットミームが存在する。